# Terrestrial Planet Finder

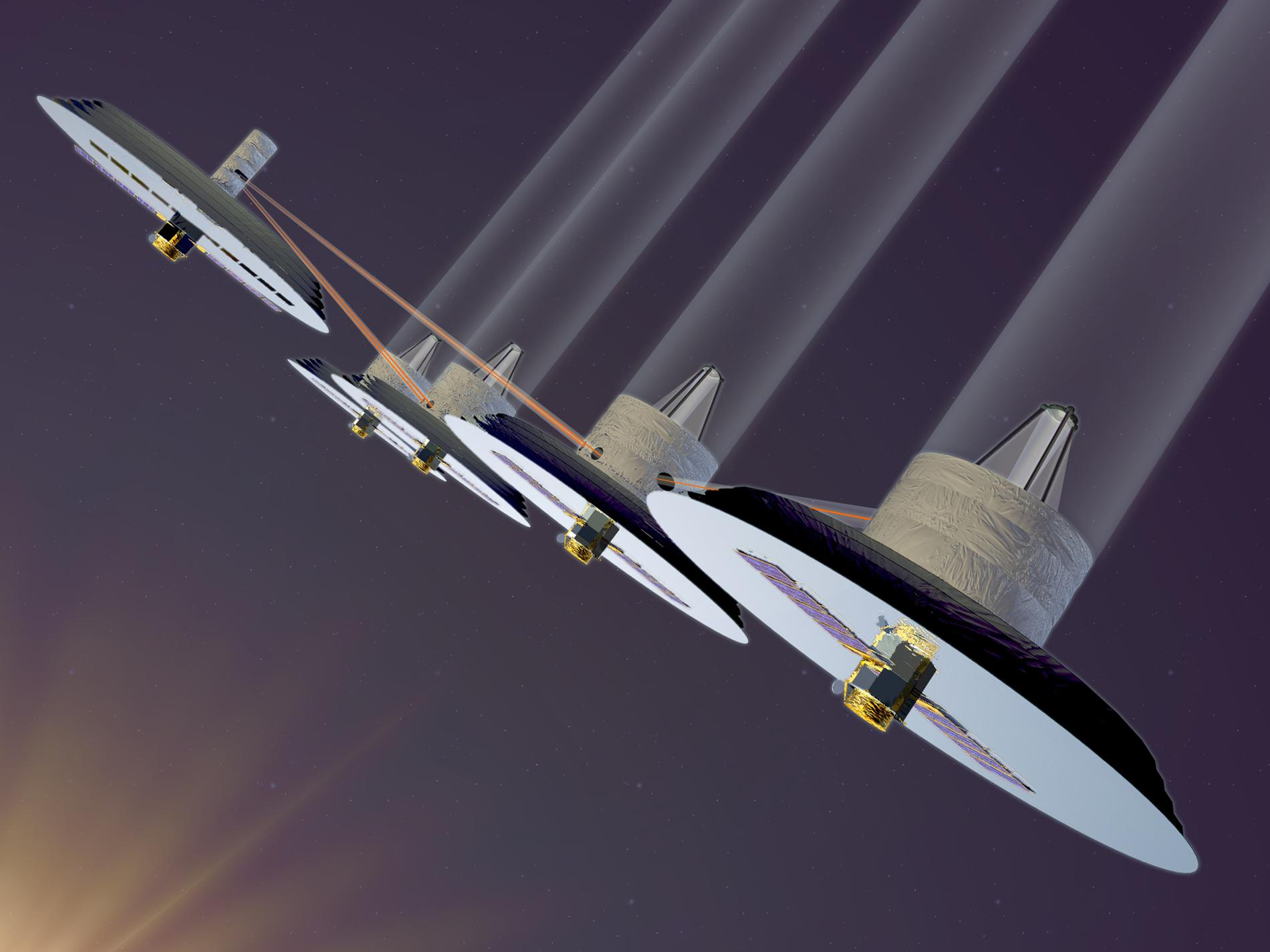
Představa Terrestrial Planet Finder ve vesmíru

Terrestrial Planet Finder (TPF) byl plán observatoře NASA, která s pomocí několika dalekohledů ve vesmíru měla hledat po roce 2020 planety pozemského typu v jiných planetárních systémech naší galaxie. Projekt byl několikrát odložen a nakonec v roce 2011 úplně zrušen.